# Tarucus callinara
Tarucus callinara är en fjärilsart som beskrevs av Butler 1886. Tarucus callinara ingår i släktet Tarucus och familjen juvelvingar. Inga underarter finns listade i Catalogue of Life.

## Bildgalleri

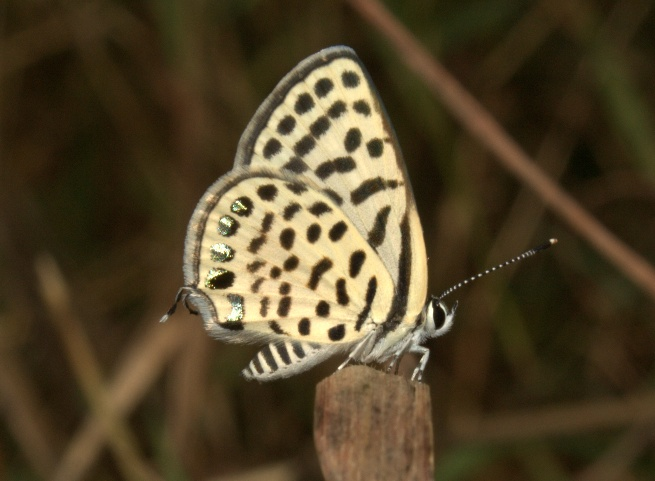